# East Broughton
East Broughton es un municipio canadiense situado en la provincia de Quebec.

## Superficie
East Broughton tiene una superficie de 8,86 km².

## Demografía
En 2021, tenía 2248 habitantes, una densidad poblacional de 253,9 hab./km², y 1059 viviendas.